# Guerras civis romanas

Lugares onde a guerra civil romana de 82 a.C. foi travada

Houve várias guerras civis na antiga Roma, especialmente durante a República tardia. A mais famosa dessas guerras é a guerra nos anos 40 a.C. entre Júlio César e a facção optimate da elite senatorial inicialmente liderada por Pompeu e a subsequente guerra entre os sucessores de César, Otaviano e Marco Antônio nos anos 30 a.C. A seguinte é uma lista de guerras civis na antiga Roma.

## República tardia
- Crise da República Romana – um extenso período de instabilidade política e agitação social, entre 134 e 27 a.C.

| Conflito | Data       | Resultado                         |
| --- | ---------- | --------------------------------- |
| Guerra Social (91–88 a.C.), entre Roma e muitos de seus aliados itálicos                                                                           | 91–88 a.C. | Vitória romana                    |
| Primeira Guerra Civil de Sula, entre os apoiadores de Lúcio Cornélio Sula e as forças de Caio Mário                                                | 88–87 a.C. | Vitória de Sula                   |
| Guerra Sertoriana, entre Roma e as províncias de Hispânia sob a liderança de Quinto Sertório, um apoiador de Caio Mário                            | 83–72 a.C. | Vitória de Sula                   |
| Segunda Guerra Civil de Sula, entre os apoiadores de Sula e Mário                                                                                  | 82–81 a.C. | Vitória de Sula                   |
| Rebelião de Lépido, quando Lépido se rebelou contra o regime de Sula                                                                               | 77 a.C.    | Derrota de Lépido                 |
| Conspiração de Catilina, entre o senado e os seguidores insatisfeitos de Catilina                                                                  | 63–62 a.C. | Vitória senatorial                |
| Guerra Civil de César, entre Júlio César e os Optimates inicialmente liderados por Pompeu                                                          | 49–45 a.C. | Vitória de César                  |
| Guerra Civil Pós-César, entre o exército do senado (liderado primeiro por Cícero e então Otaviano) e o exército de Antônio, Lépido, e seus colegas | 44–43 a.C. | Trégua resulta em união de forças |
| Guerra Civil dos Liberatores, entre o Segundo Triunvirato e os Liberatores (Bruto e Cássio, assassinos de César)                                   | 44–42 a.C. | Vitória do Triunvirato            |
| Revolta siciliana, entre o Segundo Triunvirato (particularmente Otaviano e Agripa) e Sexto Pompeu, o filho de Pompeu                               | 44–36 a.C. | Vitória do Triunvirato            |
| Guerra de Perúsia, entre as forças de Otaviano contra Lúcio Antônio e Fúlvia (o jovem irmão e esposa de Marco Antônio)                             | 41–40 a.C. | Vitória de Otaviano               |
| Última Guerra Civil da República Romana, entre Otaviano e seu amigo e general Agripa contra Marco Antônio e Cleópatra                              | 32–30 a.C. | Vitória de Otaviano               |

## Império inicial
| Conflito | Data | Resultado |
| --- | ---- | --- |
| Ano dos Quatro Imperadores, entre vários romanos seguindo a morte de Nero (68). Após o suicídio de Nero, os generais Galba, Otão, e Vitélio tomam o trono dentro de meses de cada outro. General Vespasiano, que até aquele ponto estava lutando na revolta na Judeia, é vitorioso. Ele funda a dinastia flaviana. | 69   | Após a tomada de poder pelos flavianos e então antoninos, o Império Romano está experienciando um longo período de paz e calma |

## Império médio
| Conflito | Data    | Resultado                                                 |
| --- | ------- | --------------------------------------------------------- |
| Ano dos Cinco Imperadores e a subsequente guerra civil, entre os generais Sétimo Severo, Pescênio Níger e Clódio Albino seguindo o assassinato de Cômodo (192) e os subsequentes assassinatos de Pertinax e Dídio Juliano (193). Severo é vitorioso e funda a dinastia severa. | 193–196 | Séptimo Severo finalmente conquista o título de imperador |
| Ano dos Seis Imperadores, entre vários generais contra Maximino Trácio e após seu assassinato. Após Gordiano I e Gordiano II serem derrotados por um exército pró-Maximino seguindo uma tentativa para derrubar o imperador, Maximino é assassinado. Pupieno, Balbino, e Gordiano III substituem ele, mas os primeiros dois são assassinados dentro de meses e apenas Gordiano III sobrevive. | 238     | Maximino Trácio deposto e substituído por Gordiano III    |

| Conflito | Data    |
| --- | ------- |
| Durante a Crise do Terceiro Século (235–284), vários generais lutaram uns contra os outros para se tornar imperador e imperadores lutaram contra usurpadores, então a guerra civil era constante naquele período. | 235–284 |

## Império tardio
| Conflito | Data    | Resultado                            |
| --- | ------- | ------------------------------------ |
| Guerras Civis da Tetrarquia, começando com a usurpação de Magêncio e a derrota de Valério Severo, e terminando com a derrota de Licínio nas mãos de Constantino I em 324 A Tetrarquia estabelecida por Diocleciano acabaria por causa dessas guerras. | 306–324 | Derrota de Licínio por Constantino I |
| Guerra Civil de 350–351, quando o imperador Constâncio II derrotou o usurpador Magnêncio. | 350–351 | Vitória de Constâncio II             |
| Guerra Civil de 394, quando o imperador oriental Teodósio I derrotou o usurpador Eugênio. | 394     | Vitória de Teodósio I                |
| Guerra Gildônica, quando o conde Gildão se rebelou contra o imperador ocidental Honório. A revolta foi subjugada por Flávio Estilicão, o Mestre dos soldados do Império Romano do Ocidente.                                                           | 398     | Vitória imperial                     |